# Василије Симић
Василије Васа М. Симић (Београд, Кнежевина Србија, 10. јул/22. јул 1866 — Београд, Краљевина Југославија, 4. септембар 1931) био је српски правник, судија и адвокат. Студије правних наука је завршио у Београду, Паризу и Женеви. Председник београдског Варошког суда и краљевски тужилац при преком суду у процесу поводом "Ивањданског атентата", 1899. г. Након пада династије Обреновића 1903. г. превремено пензионисан на функцији судије Апелационог суда у Београду, када започиње адвокатску каријеру. Током оба балканска рата 1912. и 1913. г. као и Првог светског рата 1914-1918 г. борио се као резервни капетан прве класе при Врховној команди Српске војске те са њом преживео албанску голготу и повукао се на острво Крф 1916. г. Учесник битке на Кајмакчалану и пробоја Солунског фронта. Експерт на Конференцији мира у Паризу 1919. Преминуо је у Београду у шездесет петој години.

## Биографија
Рођен је 10. јула 1866 г. у Београду, од оца Мијаила С. Симића (1837-1901), члана Главне Контроле Кнежевине и Краљевине Србије и Управе београдске и председника ("Старешине") неколико београдских општина (Варошког, Теразијског и Палилулског кварта), и мајке Милеве, рођ. Стојковић, домаћице (1843-1910), Цинцарком из Шапца, пореклом из Крушева, Македонија.
Од 1860, Симићи (Списак истакнутих породица у Кнежевини и Краљевини Србији), живе на Обилићевом венцу, најпре у својој породичној кући, а касније новоизграђеној шестоспратници на броју 28 (данас бр. 22). 1878, Васа је уписао Прву београдску гимназију, тада седморазредну и смештену у левом крилу Капетан-Мишиног здања; 1885.године је матурирао. Након студијског боравка у Бриселу (1885) и Лондону, 1889. је дипломирао права у Београду и затим наставио стручна усавршавања на универзитетима у Паризу и Женеви, као државни стипендиста Краљевине Србије. 1891. се вратио у Србију и запослио као истражни судија за Град Београд, па именован на место судије у београдском првостепеном Варошком суду; краљевским указом бр. 10422 од 01/11/1897, Симић је био постављен за председника првостепеног шабачког суда, а новим краљевским указом бр. 4064 од 21/03/1898, је био именован за председника првостепеног београдског Варошког суда. 04/11/1900, Симић је краљевским указом бр.13103 био постављен за судију Апелационог суда у Београду, а убрзо након тога је био именован за заменика председника при истом суду.
Био је у браку са Драгом, ћерком Крсте М. Томановића, гвожђарског велетрговца и власника најскупље продатог плаца у историји Београда (1936. г.), на месту некадашње Кафане "Албаније", а данашње истоимене Палате Трговачког фонда ("Политика", 28. новембар (1936). стр. 9, "Најскупљи плац у Београду", чланак о продаји земљишта на коме су се налазиле, до њиховог рушења, кафане "Албанија" и "Мала Касина").
Неоконзервативац по политичком убеђењу, Васа је као и његов отац био активни члан Напредне странке. Преко породице Симић, (Јован Симић Бобовац), веома близак династији Обреновића, а посебно Краљу Милану и политичком кругу око Милутина Гарашанина (1843-1898).

## Симићева улога у процесу поводом ”Ивањданског атентата” на Краља Милана
1898. г., Василије М. Симић је као судија београдског првостепеног Варошког суда судио у једном предмету који се водио против Николе Пашића а по основу тужбе поднете од стране београдске полиције засноване на "увреди владаоца" (на фр.: "Lèse-majesté") коју је Пашић нанео краљу Милану у једном чланку штампаном у часопису "Одјек" од исте године. И поред великог поштовања према Династији Обреновић уопште, а посебно, као лични пријатељ краља Милана, Симић је ипак донео ослобађајућу пресуду за Николу Пашића. Одмах након тога, В. М. Симић је 1899. г. именован за истражног судију и краљевског тужиоца у афери Ивањданског атентата, при Преком суду у процесу против атентатора Кнежевића на краља Милана као и његових саучесника/подстрекача. Оптужница коју је поднео Преком Суду износила је шездесет страна. Његови савременици, у првом реду колега Живојин Перић (1868—1953) и школски друг Слободан Јовановић (1869—1958), сматрали су да је текст оптужнице одговарао материјалној истини али и непогрешивој Симићевој процени о улогама одређених личности у њој оквалификованих као неоспорни саучесници атентатора Кнежевића. Предметне Симићеве квалификације доношене су не на основу његових субјективних осећаја према тадашњим политичким приликама, ”а још мање према Српском радикализму” него из чињеница хијерархијски систематизованих и концизно побројаних у акту оптужбе.

## Прекид судијске каријере услед пада династије Обреновић
Ипак је и В. Симића пристигла судбина оних који су имали удела у "изузетним судовима": након политичког преврата од 29. маја 1903. г. ( ”Мајски преврат”), није дуго остао при Апелационом суду, нити у државној служби.
Децембра 1903. г. Симић је разрешен свих дужности и стављен као судија Апелационог суда дефинитивно у пензију, и то, када је имао тек 37 година живота. Тиме је ондашње српско судство било несумњиво лишено једнога од својих најбољих представника. "Трагичност судбине појединих људи доводи врло често до резултата најштетнијих по друштво...".
Као судија, иако неумитан, В. Симић је био ипак благ и умерен; он је имао, према казивањима својих савременика и колега (Живојин Перић и Слободан Јовановић), пуно самилости према окривљенима, независно од њиховог социјалног порекла или политичке оријентације.
Од децембра 1903. г. па све до краја свог животног века, Симић је непрекидно радио као адвокат у својој адвокатској канцеларији на Обилићевом венцу а при крају живота се удружио у ортачку адвокатску канцеларију са зетом Светоликом Гребенцем на истој адреси. Остао је након 1903. г. велики поштовалац династије Обреновић што је доказао и својим хуманим ангажманом у својству "pro bono" правног заступника краљице Наталије Обреновић (1859-1941) у вези са њеним имовинским и правним интересима у Србији (имање у Смедереву) као и њеном збрињавању у Француској (период 1903-1912).
Васа М. Симић је из брака са Драгом, ћерком Крсте М. Томановића београдског гвожђарског велетрговца, имао двоје деце, ћерку Даницу (1901-1902) и сина Мишу В. Симића (1903-1976), професора уставног права, ожењеног Бранком рођ. Стевовић (1915-1981).

## Као резервни капетан при Врховној команди у периоду 1912—1918
Симић је као резервни пешачки официр узео, у својству борца, удела у оба балканска ратова као и у Великом рату. Током Првог и Другог балканског рата Симић је био у својству резервног капетана при Врховној команди Српске војске. После победе Српске војске у Кумановској бици прелази са Врховном командом у Скопље. 1914. г. избија Први светски рат а Василије Симић је поново упућен на службу при Врховној команди Српске војске. Од јесени 1915. г. српска војска са избеглим народом налазила се у безизлазној ситуацији на Косову и Метохији. Тада Врховна команда одлучује да се крене у повлачење преко Албаније и Црне Горе на јадранску обалу у сусрет савезничким снагама. После албанске голготе Василије М. Симић се нашао на острву Крф, где су биле смештене српска војска, избеглице, народна скупштина, влада и друге установе. Учествује у бици на Кајмакчалану те пробија са српском војском солунски фронт 1918. Учесник је ослобођења Београда, Загреба и Љубљане.

## Крај живота и потомци
Колико је пак Симић претрпео у ратним невољама илуструје његова прерана смрт која је наступила у ноћи 4. септембра 1931. г. у породичној кући на Обилићевом венцу бр. 22. До смрти је неуморно сарађивао у хуманитарним, филантропским и патриотским установама и за то био одликован Таковским Крстом о врату, Орденом Св. Саве (IV. степена) и Албанском Споменицом. А Француска Република га је одликовала орденом : Officier de l'Instruction publique.
Сахрањен је у породичној гробници Симића на београдском Новом гробљу, (парцела бр. 11, гробница бр. 37, I. реда). Његови директни потомци живе у Француској, Белгији и Београду (породице Крсмановић-Симић и барони Gillès de Pélichy).